# Hangmen
Hangmen és una pel·lícula estatunidenca dirigida per J. Christian Ingvordsen el 1987. Fou la primera pel·lícula de Sandra Bullock.

## Argument
Una agència governamental americana assassina les persones que considera perilloses. Cau sobre Rob Greene i els seus antics camarades del Vietnam, sobretot quan es tracta de recuperar el fill d'aquest últim, i la seva amiga Lisa (Sandra Bullock).

## Repartiment
- Rick Washburn: Rob Greene.
- Dog Thomas: Dog Thompson.
- Keith Bogart: Danny Greene
- J Christian Ingvordsen: Bone Conn.
- Sandra Bullock: Lisa Edwards.
- David Henry Keller: Andrews.
- Dan Lutsky: Joe Connelly.
- Amanda Zinsser: Caroline Fosterian.

## Localització
L'escenari és el costat est de Nova York, que, segons la pel·lícula, és un lloc d'intriga. Un corporació d'ex agents de la CIA forma un grup de terroristes coneguts com a Hangmen dell. Quan l'heroi (Washburn) descobreix l'esquema, és condemnat a mort, però els dolents no considerem que també va ser entrenat per la CIA.

## Rebuda
La pel·lícula no va ser estrenada en sales comercials, es va comercialitzar directament en el mercat del vídeo.